# Municipio de Łobez

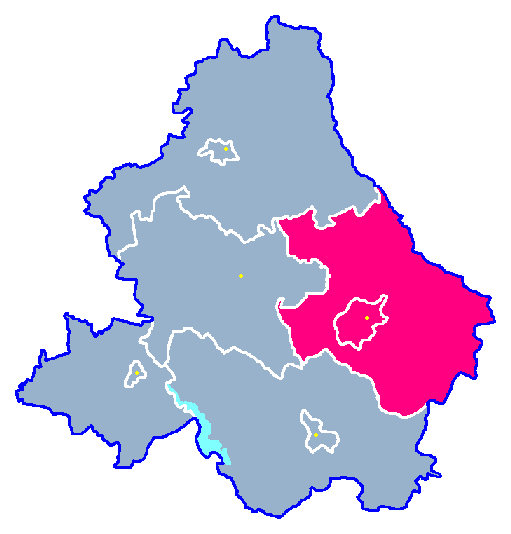
La mapa del distrito de Łobez que muestra la ubicación del municipio.

El escudo de Łobez, que también sirve como el escudo del municipio.

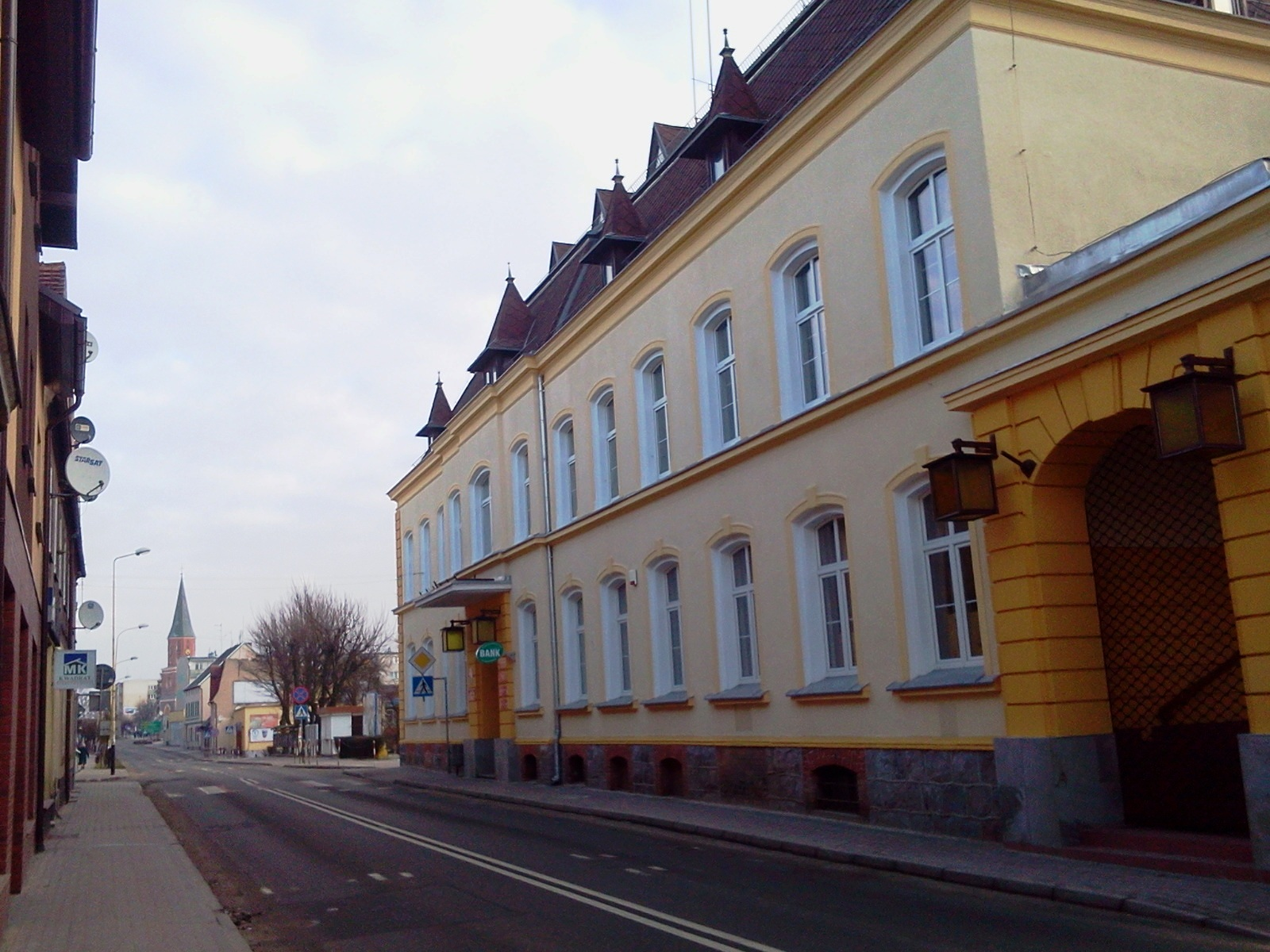
Oficina Municipal

El municipio de Łobez (polaco: gmina Łobez) es un municipio situado en Polonia, en la parte central de Pomerania Occidental, en el distrito de Łobez sobre el río Rega. Tiene una superficie de 228 kilómetros cuadrados. La población del municipio es 14 345 (con 10 440 habitantes de la ciudad de Łobez)(2014).
- Datos: Q558632
- Multimedia: Gmina Łobez / Q558632